# 葡萄乾

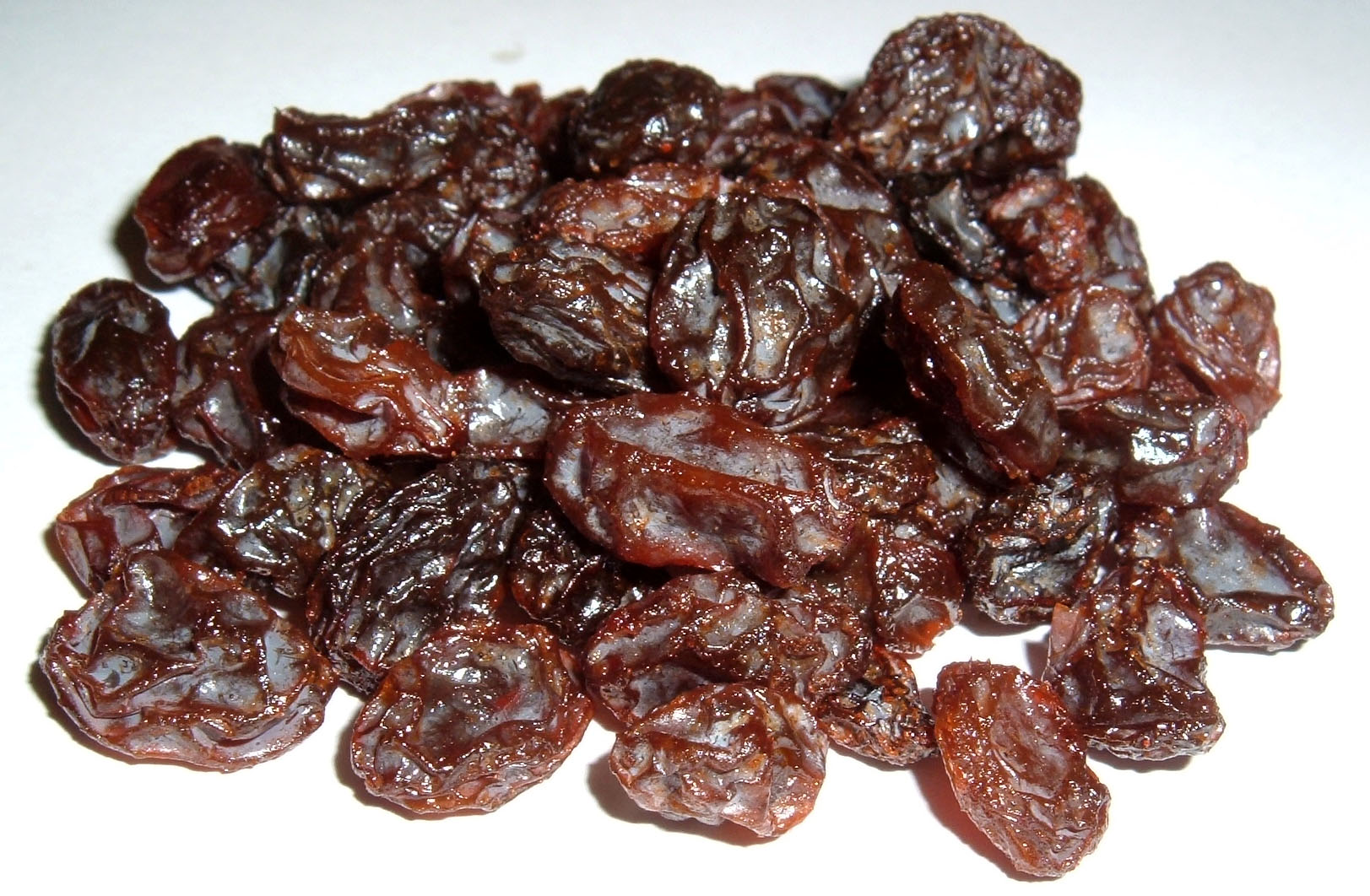
红色的葡萄乾

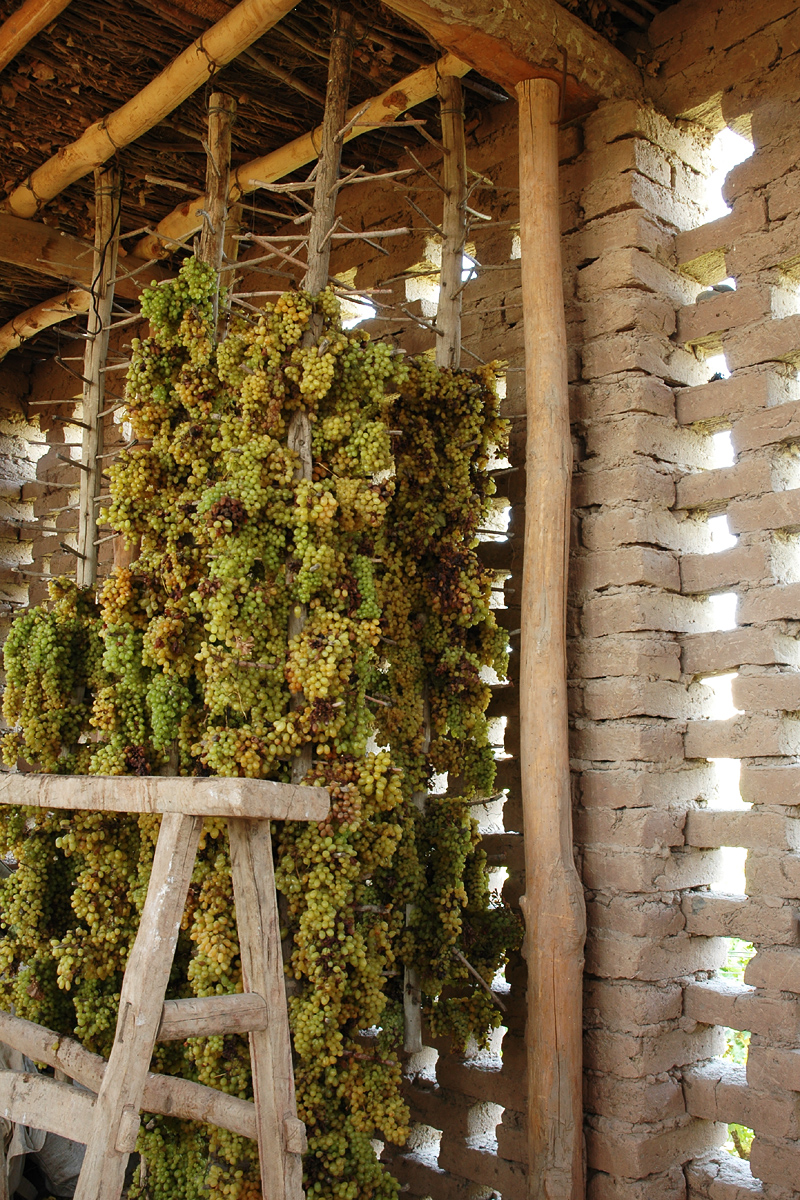
正在阴干的葡萄。

葡萄干，葡萄的果实通过日光、凉阴或人工的热气等方式干燥制成的食品，味道香甜可口。一般可以依颜色分为红葡萄干、绿葡萄干、白葡萄干和黑葡萄干等。葡萄干一般作为零食直接食用，也常被添加在糕点或饼干之中，一些地区的人们在烹调菜肴时也使用葡萄干做为调料。还有一种浸过朗姆酒的“朗姆酒葡萄干”。而现在在市面上出售的葡萄干中，无籽的最受欢迎。

## 选料
做葡萄干的果实必须是成熟的果实，葡萄干内的含水量只有15－25%，其果糖的含量高达60%，因此葡萄干非常甜。
葡萄干由於水分含量低，微生物不容易孳生，因此可以保存很久。时间久了葡萄干裡的果糖可能會结晶，但这并不影响其食用。

## 营养价值

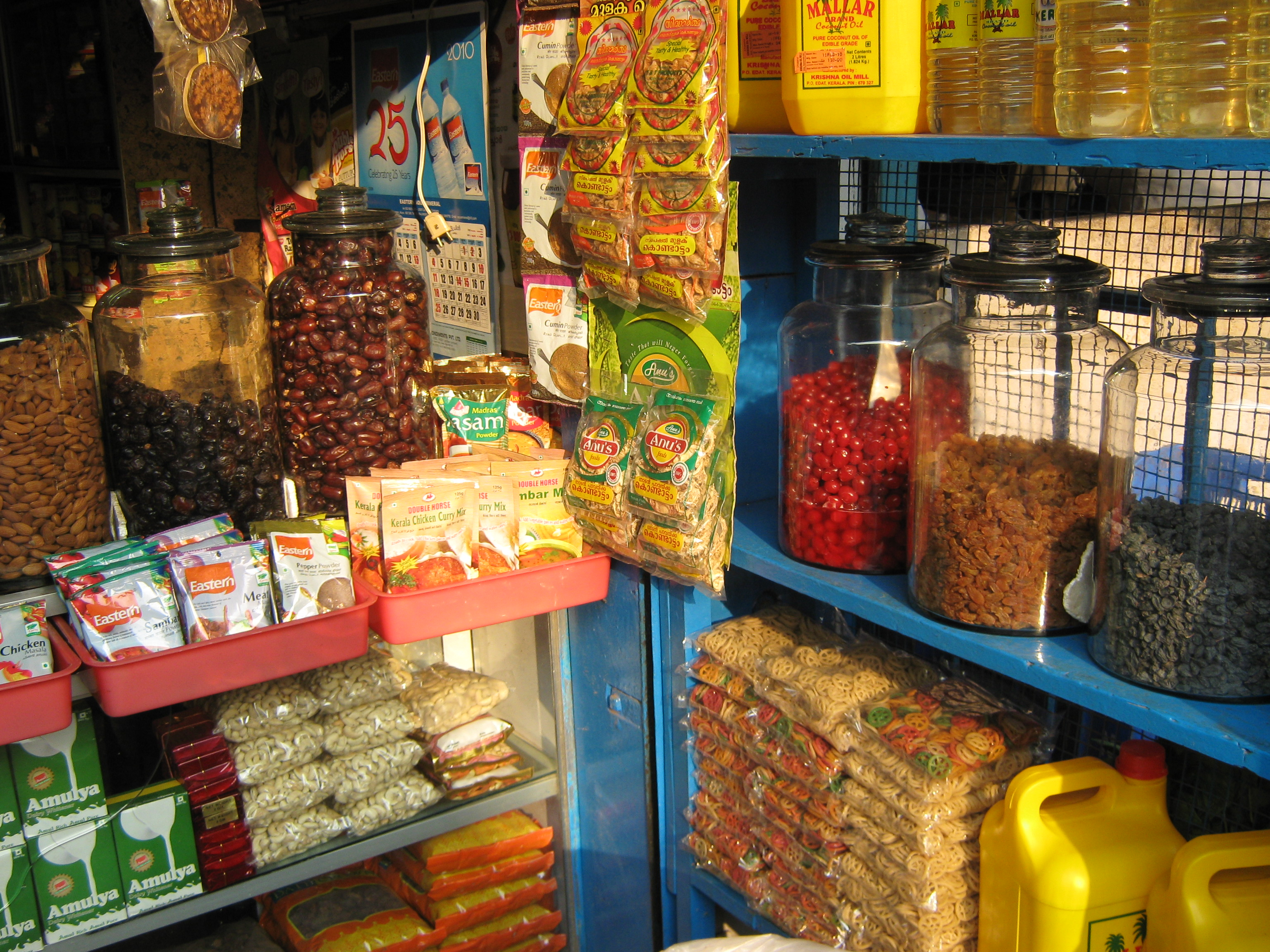
印度塔利帕拉姆巴出售的葡萄干。

葡萄乾的營養價值非常高，主要成份為葡萄糖、膳食纖維和少量蛋白質與維生素、礦物質，還具備以下三大功能：
1. 緩解疲勞：葡萄乾的主要成分是葡萄糖，在體內被吸收後，就會立刻轉變成身體所需要的能源，也因此很適合運動前後的簡易補品。
2. 女性補血：葡萄乾含豐富的礦物質鐵與鈣，可以有效改善缺鐵性貧血。
3. 幫助消化：葡萄乾裡有一種特有物質叫「酒石酸」，在胃酸中消化後進入腸道，能吸附造成便秘、毒素的有害物質，並排出體外，再配上葡萄乾本身的食物纖維，能發揮整腸作用。

## 制作
前置處理
在進行乾燥之前，噴灑一些有助於乾燥的溶劑在葡萄的表皮上，有助於提高乾燥的效率。
乾燥
- 日曬乾燥：日曬乾燥是一種低成本的乾燥方式。但是卻有許多問題，例如環境污染、昆蟲感染和微生物的繁殖是不可避免的，所生產的葡萄乾往往是品質最低的。此外，日曬是一個非常緩慢的乾燥方式。用這種方式乾燥出來的葡萄乾可能變酸。

- 遮陽乾燥
- 機械乾燥：

例如使用微波，葡萄內的水分子吸收微波後導致快速蒸發。或是使用熱風方式烘乾。
後處理
經由水洗去除在乾燥中混入的異物，以及再乾燥。

## 产地
中国大陆葡萄干的主要产地在新疆。

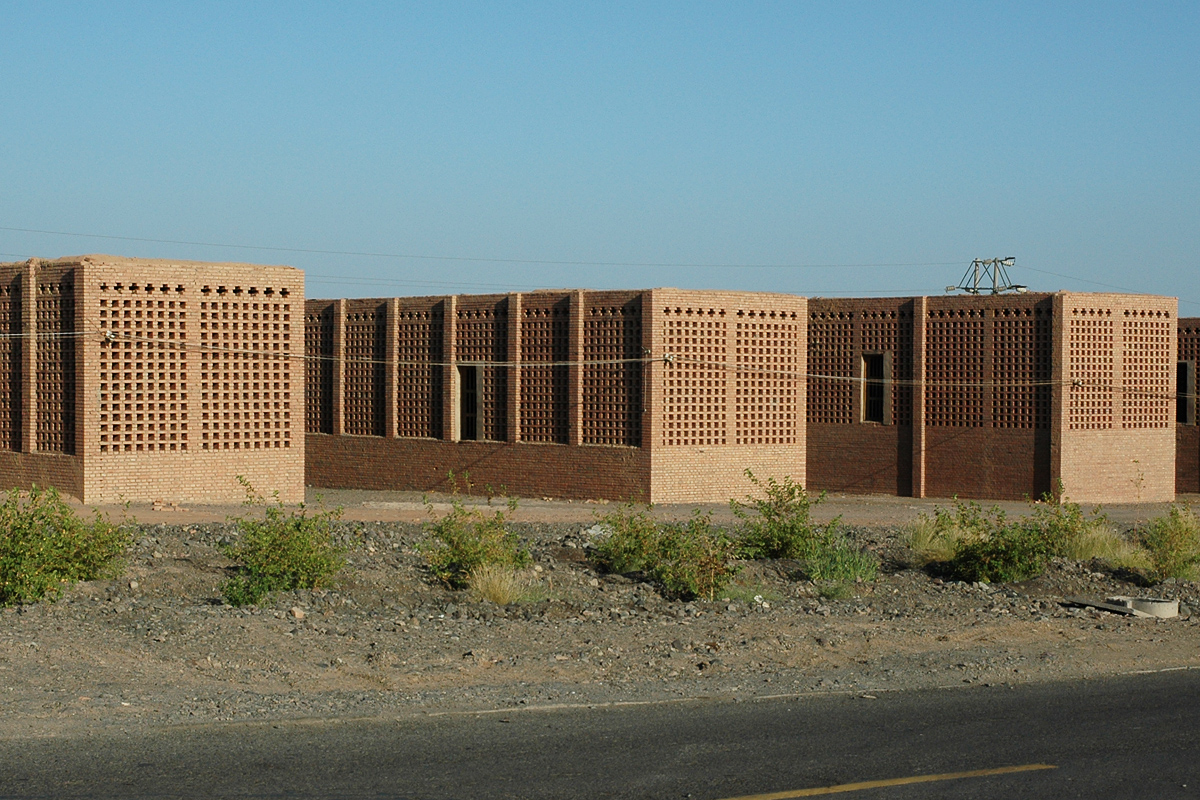
吐鲁番地区晾制葡萄乾的房子。

新疆吐鲁番的无籽葡萄制成的葡萄干最有名。吐鲁番气候炎热而干燥，用砖搭成的阴干房四面墙上有许多墙洞，中间是木棍搭成的支架。将成熟的無籽葡萄搭上，经过热风吹拂，很快就能得到高品質的葡萄干。

## 外部連結
- YouTube上的How Its Made Raisins Discovery Channel